# Barry O'Farrell
Robert Barry O'Farrell (Melbourne, 24 de mayo de 1959) es un político australiano y fue el 43 ª primer ministro de Nueva Gales del Sur y el ministro de Western Sydney. Él ha sido el líder del Partido Liberal de Nueva Gales del Sur desde 2007, y miembro de la Asamblea Legislativa de Nueva Gales del Sur desde 1995, lo que representa Northcott hasta 1999 y que representa Ku-ring-gai desde 1999.